# Vlažni gozdovi Araucarije
Vlažni gozdovi Araucarije, uradno razvrščeni kot mešani ombrofilni gozd (portugalsko Floresta Ombrófila Mista) v Braziliji, so montanska subtropska vlažna gozdna ekoregija. Gozdni ekosistem leži v južni Braziliji in severovzhodni Argentini. Ekoregija je južni del Atlantskega gozda. Ekoregija vključuje tudi izbrana območja odprtih polj, imenovana campos de cima da serra ali coxilhas (visogorska polja).

## Podatki
Vlažni gozdovi pokrivajo površino 216.100 kvadratnih kilometrov, obsegajo območje gora in planot v brazilskih zveznih državah São Paulo, Paraná, Santa Catarina in Rio Grande do Sul ter segajo v provinco Misiones v Argentini.
Ekoregija leži nad 500 metri in se dviga do 1600 metrov nadmorske višine na visokih pobočjih Serra Geral.
Ekoregijo omejujejo Atlantski gozdovi Alto Paraná na severu, zahodu in jugu, savane in grmišča Cerrado na severovzhodu, obalni gozdovi Serra do Mar na vzhodu in urugvajska savana na jugozahodu.

## Podnebje
Vlažni gozdovi Araucarije imajo oceansko zmerno podnebje (Cfb), s pogostimi zmrzalmi v zimskih mesecih in precejšnjimi snežnimi padavinami (na splošno rahlimi) v najvišjih predelih. Letne količine padavin so visoke, od 1300 do 3000 milimetrov), brez sušnega obdobja.

## Rastlinstvo
Ekoregija je večinoma sestavljena iz zimzelenih subtropskih vlažnih gozdov, s krošnjami, ki jih sestavljajo širokolistna drevesa Ocotea pretiosa, O. catharinense in O. porosa (lovorovke - Lauraceae), Campomanesia xanthocarpa (mirtovke - Myrtaceae) ter Mimosa scabrella in Parapiptadenia rigida (obe metuljnici - Leguminosae). Iglavec brazilska araucaria (Araucaria angustifolia) tvori nastajajočo plast, ki zraste do 45 metrov v višino. Gozdovi so pomembni z evolucijskega vidika kot relikt mešanih gozdov iglavcev in listavcev, ki so bili nekoč veliko bolj razširjeni in so dom številnih taksonov, značilnih za antarktično floro.

## Živalstvo
V ekoregiji živi več ogroženih vrst, ki so endemične za Atlantske gozdove, vključno z rjavi vriskač (Alouatta guariba) in papiga z rdečimi očali (Amazona pretrei). Vlažni gozdovi Araucarije so priznani kot pomembno območje endemičnih ptic.

## Ohranjanje in grožnje
Vlažni gozdovi Araucarije so znotraj bioma Atlantski gozd (Mata Atlântica), ki ga Conservation International priznava kot vročo točko biotske raznovrstnosti, Svetovni sklad za naravo pa kot ekoregijo Global 200.
4,757 % ekoregije je v zavarovanih območjih. Zavarovana območja so narodni park Aparados da Serra, narodni park Araucárias, narodni park Campos Gerais, narodni park Guaricana, narodni park Iguasu, narodni park São Joaquim, narodni park Serra Geral in narodni park Serra do Itajaí.[3]